# Sorokino
Sorokino – chutor na Białorusi, w obwodzie witebskim, w rejonie brasławskim, w sielsowiecie Mieżany.

## Historia
W latach 1921–1939 kolonia leżała w Polsce, w województwie nowogródzkim (od 1926 w województwie wileńskim) w powiecie brasławskim w gminie Dryświaty.
Według Powszechnego Spisu Ludności z 1921 roku zamieszkiwało tu 89 osób, 33 były wyznania rzymskokatolickiego, 49 prawosławnego a 7 mojżeszowego. Jednocześnie 33 mieszkańców zadeklarowało polską przynależność narodową a 56 białoruska. Było tu 14 budynków mieszkalnych. W 1931 w 16 domach zamieszkiwało 82 osoby.
Miejscowość należała do parafii rzymskokatolickiej w Mieżanach i prawosławnej w Dryświatach. W 1933 podlegała pod Sąd Grodzki w m. Turmont i Okręgowy w Wilnie; właściwy urząd pocztowy mieścił się w Mieżanach.